# 梅迪亞萬聖節
《梅迪亞萬聖節》（英語：Boo! A Madea Halloween）是一部於2016年上映的美國喜劇驚悚片，由泰勒·派瑞執導、編劇、主演，並與Ozzie Areu、Will Areu共同擔任監製。電影的概念取自虛構角色梅迪亞與克里斯·洛克的2014年電影《喜劇人生》。本片為「黑瘋婆系列電影」的第八部作品，同時也是該系列第二部非舞台劇改編的電影（第一部為2012年的《黑瘋婆的證人保護計劃》）。該片定於2016年10月21日在北美上映。

## 劇情
故事敘述梅迪亞大媽在萬聖節大開殺戒，殺的是在萬聖節出沒的鬼魂與喪屍軍團。

## 反響

### 評價
爛番茄基於32篇評論，持有的新鮮度僅22%，平均得分3.7／10。Metacritic基於14篇評論，獲得30分，負評居多。根據CinemaScore調查，觀眾的平均評價於A+至F間約落在「A」，觀眾的反應比影評人好上許多。

### 票房
該片在美國於2016年10月21日上映，預計首週末能從兩千兩百六十間中獲得1500萬至1700萬美元的票房。電影在首映當天獲得940萬美元的票房，首映週末總計2760萬美元，位居當週票房冠軍，表現超乎預期，這成為泰勒·派瑞第四高的首映票房。第二週獲得1720萬美元（僅39.6％的跌幅）的票房，且儘管面臨新片《地獄》（1490萬美元），《梅迪亞萬聖節》仍持續保持其冠軍寶座。
| 上一届： 《會計師》 | 2016年美國週末票房冠軍 第43-44周 | 下一届： 《奇異博士》 |

## 外部連結
- 官方网站
- 互联网电影数据库（IMDb）上《梅迪亞萬聖節》的资料（英文）
- Box Office Mojo上《梅迪亞萬聖節》的資料（英文）
- 開眼電影網上《梅迪亞萬聖節》的資料（繁體中文）